# Gemma Galgani
Maria Gemma Umberta Galgani (ur. 12 marca 1878 w Borgonuovo di Camigliano, zm. 11 kwietnia 1903 w Lukce) – święta katolicka, dziewica, włoska mistyczka, stygmatyczka.

## Życiorys

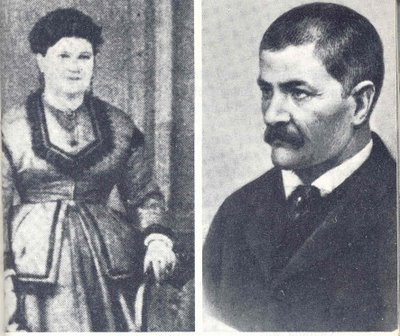
Rodzice świętej Gemmy

Pochodziła z wielodzietnej rodziny aptekarza. Po śmierci matki (1886) opiekowała się dziećmi znajomego aptekarza (osierocona została z siedmiorgiem rodzeństwa w 1897 roku). 8 grudnia 1899 w czasie uroczystości Niepokalanego Poczęcia, złożyła ślub dziewictwa.
Choroby uniemożliwiły jej wstąpienie do zgromadzenia mniszek pasjonistek klauzurowych. Na jej ciele pojawiły się rany, cierpiała także na chorobę Potta. Miała prowadzić rozmowy z Jezusem i Matką Bożą dotyczące cierpienia niezawinionego. Ostatnie 4 lata życia spędziła w rodzinie Gianninich. Zmarła w wigilię Wielkanocy.
Beatyfikowana 14 maja 1933, przez papieża Piusa XI, Pius XII kanonizował św. w bazylice św. Piotra na Watykanie 2 maja 1940. Była pierwszą świętą zmarłą i kanonizowaną w XX wieku. Powodem uznania jej świętości stało się świadome, milczące przyjęcie cierpienia przez św. Gemmę.
Atrybutem świętej jest lilia, a jej wspomnienie liturgiczne obchodzone jest w archidiecezji lukkijskiej i w zgromadzeniach pasjonistowskich 16 maja.